# Einar Ágúst Víðisson
Einar Ágúst Víðisson (* 13. August 1973 in Selfoss) ist ein isländischer Popsänger und Hörfunkmoderator.

## Leben und Wirken
Er ist seit 1997 Sänger und Gitarrist der isländischen Pop/Rock-Band Skítamórall. Zusätzlich moderiert er eine Popmusik-Radioshow im isländischen Rundfunk. Zusammen mit Telma Ágústsdóttir nahm er als August & Telma am Eurovision Song Contest 2000 in Stockholm für Island teil und erreichten mit dem Pop-Rock-Song Tell Me! den zwölften Platz.